# 共仲 (郑国)
共仲，春秋时期郑国大夫。
郑悼公感觉楚国在处理郑国、许国纠纷时偏袒许国，于是和晋国结盟。前584年秋，楚国的子重进攻郑国，军队驻扎在汜地（今河南省襄城县南）。八月十一日，晋景公、鲁成公、齐顷公、卫定公、曹宣公、莒渠丘公、邾定公、杞桓公在马陵会盟（今河北省大名县东南），救援郑国。郑国的共仲、侯羽包围楚军，囚禁郧公钟仪，把他献给晋国。